# 澤章
澤 章（さわ あきら、1958年（昭和33年）- ）は、日本の地方公務員。東京都中央卸売市場次長や、東京都選挙管理委員会事務局長を経て、東京都環境公社理事長を務めた。

## 人物・経歴
長崎県生まれ。神奈川県育ち。一橋大学経済学部卒業。大学では2年間留年した。自動車メーカー（ホンダ）入社後9カ月で退社し、書店のアルバイト店員を経て、1986年に東京都に入庁。
2007年東京都総務局人事部人事課長。2010年東京都産業労働局企画担当部長。2011年東京都知事本局計画調整部長。2013年東京都産業労働局総務部長。
2014年東京都産業労働局理事、東京国際フォーラム常務取締役、東京都中小企業公社評議員。2016年東京都環境局次長。同年築地市場移転問題に対応するため新設された局長級の東京都中央卸売市場次長に就任し、謝罪会見を行った。2018年東京都選挙管理委員会事務局長。
2019年東京都環境公社理事長。2020年に小池百合子東京都知事及び豊洲市場問題の内幕に関する告発本『築地と豊洲』を出版し、多羅尾光睦副知事から求められ理事長を退任。2024年東京都知事選挙後にYouTubeやXでの活動を終了。

## 親族
太平洋戦争時の涼月艦長を務めた平山敏夫海軍中佐は祖父。

## 著書
- 『からっぽのいえのつくり方「まちなか狭小住宅」は共働き子育て家族を救うか』文芸社、2007年7月。ISBN 978-4286032214。
- 『軍艦防波堤へ 駆逐艦凉月と僕の昭和二〇年四月』栄光出版社、2011年4月。ISBN 978-4754101244。
- 『ワン・ディケイド・ボーイ』パレード、2015年12月。ISBN 978-4865220742。
- 『築地と豊洲』都政新報社、2020年3月。ISBN 978-4886142566。
- 『自治体係長のきほん　係長スイッチ』公職研、2021年6月。ISBN 978-4875264132。
- 『ハダカの東京都庁』文藝春秋、2021年6月。ISBN 978-4163913841。